# Mass Effect Galaxy
 (avril 2020).
Si vous disposez d'ouvrages ou d'articles de référence ou si vous connaissez des sites web de qualité traitant du thème abordé ici, merci de compléter l'article en donnant les références utiles à sa vérifiabilité et en les liant à la section « Notes et références ».
Mass Effect Galaxy est un jeu vidéo sorti en 2009 sur iPhone. Prenant la forme d'un action-RPG, il se déroule dans l'univers de Mass Effect et raconte avec un design cartoon les aventures de Jacob Taylor, un personnage également présent dans Mass Effect 2, dans sa lutte pour sauver l'humanité. Au gré de ses missions, il rencontrera plusieurs autres personnages de Mass Effect 2 dont Miranda Lawson.